# Тодуров Борис Михайлович
Бори́с Миха́йлович То́дуров (2 січня 1965, Київ) — український лікар-кардіохірург та волонтер грецького походження, доктор медичних наук, професор, заслужений лікар України, член-кореспондент Національної академії медичних наук України, директор Інституту серця МОЗ України, лауреат всеукраїнської премії «Гордість країни 2011» в номінації «Лікар року», врученої Миколою Азаровим. Кандидат на пост Міністра охорони здоров'я України 2016 року, лікар та Ріната Ахметова.

## Професійна діяльність
Тодуров першим в Україні провів операцію з пересадки живого серця від донора Вперше в Україні зробив торакоскопічну операцію дитині з вродженою вадою серця. 2002 року вперше в Україні зробив тромбектомію з нижньої вени в комплексі з нефректомією в умовах штучного кровообігу. З 2000 по 2007 р. зробив чотири трансплантації серця, три з яких закінчилися успішно. 2005 р. вперше в Україні захистив докторську дисертацію з хірургічного лікування тромбоемболії легеневої артерії. 2016-го року першим в Україні провів пересадку штучного серця пацієнту

### Керування Інститутом серця
2008 — Тодурова призначено керівником збудованої Київської міської клінічної лікарні «Центр серця». Вартість будівництва за кошти місцевого бюджету м. Київ  — 644 мільйони гривень (близько 200 мільйонів доларів за курсом на момент закінчення будівництва). За головування Галини Гереги 25 грудня 2012 року рішенням 65 депутатів Київської міської ради центр передано під юрисдикцію МОЗ. На цей момент з 24 грудня 2012 Міністром охорони здоров'я України була доктор медичних наук професор Раїса Богатирьова. На виступі в будівлі Київської ради Борис Михайлович вказав на недостатнє фінансування центру з міського бюджету, зокрема за 2012 рік лише 4,8 мільйона гривень. Ще 39 мільйонів гривень виділялось МОЗ. У забезпеченні центру обладнанням також брав участь Микола Кузьма, на той час президент Української асоціації постачальників та виробників медичної техніки.
За даними сайту «Греки України», останні десять років Борис Михайлович створив наукову школу лікування серцевої недостатності, визнану на міжнародному рівні однією з найкращих[джерело?]. Виконуючи щорічно більше 500 операцій на серці власноруч, Тодуров підготував блискучу плеяду[джерело?] кардіохірургів, анестезіологів, перфузіологів, більшість з яких представляють еліту сучасної української кардіохірургії[джерело?]. Рівень і результати операцій, які виконує Тодуров, відповідають найкращим світовим стандартам[джерело?], свідченням чого є велика кількість хворих з різних країн світу, які оперуються саме в нього. Згідно з Програмою Президента України щодо боротьби з серцево-судинними захворюваннями, з 2006 р. Борис Михайлович Тодуров є ініціатором та співавтором проекту будівництва найсучаснішого в Україні медичного закладу — Київського міського центру серця. Тодуров запросив працювати в цей центр найкращих професіоналів, створив унікальний[джерело?] колектив однодумців і вчених. Борис Михайлович є автором понад 110 друкованих праць, зокрема 5 авторських свідоцтв і патентів. З 2004 р. він заслужений лікар України. Зі слів Тодурова у інтерв'ю у липні 2014 року він оперував маму Ріната Ахметова, дружину Миколи Азарова, майже всіх генпрокурорів, окрім Віктора Пшонки.
У Ковелі 25 грудня 2019 року взяв участь у першій за останні 15 років трансплантації серця в Україні.
Член тимчасової робочої групи з питань реформування системи охорони здоров'я.

### Волонтерська та благодійна діяльність
1999 р. був з благодійною місією в Єгипті (прооперував 16 дітей з вродженими вадами серця в Каїрі). У 2002 р. прооперував 2 дітей з вродженими вадами серця в Багдаді. В Іраку працював і над створенням спільного з іракськими медиками проекту з порятунку громадян цієї країни, особливо немовлят — майбутнього нації. 2005 р. — благодійна місія в Косово (прооперував 3 дітей з вродженими вадами серця в Приштині). 2006 р. — Благодійна місія в Азербайджані (прооперував 5 дітей з вродженими вадами серця з малозабезпечених сімей біженців з Нагірного Карабаху).

#### Допомога в зоні АТО та під часвторгнення РФ в Україну
Борис Тодуров з початку війни на Донбасі понад 10 разів відвідав з гуманітарною допомогою зону бойових дій. Там він проводить операції на місці, а також спонсорує медикаментами та військовим обмундируванням українських солдатів.
Влітку 2014 року він відвідав зі своєю бригадою м. Слов'янськ Донецької області. Лікарі привезли медикаменти та забрали на лікування до Інституту Серця трьох поранених українських солдатів.
Крім цього, Борис Тодуров оперував мирне населення із зони бойових дій. Він проводив прийоми в Краматорське, Артемівську, Сєвєродонецьке та Лисичанську
Всі високоспеціалізовані лікувальні заклади кардіологічного профілю залишилися на території ОРДЛО, і населення української сторони залишилося без медичної допомоги. Для вирішення проблеми Тодуров власним коштом організував підготовку до запуску філій Інституту серця в Донецькій та Луганській області. Як аргумент було заявлено можливість наслідувати приклад Cleveland Clinic (США), і поширювати експертність центру, що добре зарекомендував себе в інших регіонах. Однак апарат в.о. міністра Супрун діяльність філій не дозволив, посилаючись на невідповідність планам реформи децентралізації. Інституту серця Тодуров пояснив, чому збирався відкривати філію в Сєвєродонецьку.
З 2014 по 2018-й рр командою Інституту серця на чолі з Тодуровим було прооперовано понад 200 військовослужбовців.
Борис Тодуров та його співробітники провели у клініці перші 90 днів після початку повномасштабного вторгнення.
Протягом першого року війни командою Інституту серця на чолі з Тодуровим проведено провели 19 трансплантацій серця та 14 трансплантацій нирок за минулий рік. Також було прооперовано 156 військових.

## Нагороди
- Орден «За заслуги» III ст. (22 листопада 2017) — за значний особистий внесок у розвиток вітчизняної системи охорони здоров'я, надання кваліфікованої медичної допомоги та високий професіоналізм[20]
- Ювілейна медаль «20 років незалежності України» (19 серпня 2011) — за значний особистий внесок у соціально-економічний, науково-технічний та культурно-освітній розвиток Української держави, вагомі трудові здобутки та багаторічну сумлінну працю[21]
- Заслужений лікар України (1 червня 2004) — за самовіддану працю, високий професіоналізм, створення умов для духовної єдності поколінь, реалізацію важливих молодіжних і дитячих програм[22]
- Тодурова нагороджено почесними грамотами Президента України, АМН України, численними дипломами та грамотами Київського міського голови та орденом Святого Володимира, має подяки від міністрів охорони здоров'я Єгипту, Азербайджану, Сербії.
- Тодуров — лауреат всеукраїнської премії «Гордість країни 2011» в номінації «Лікар року». Нагороду вручали Наталія Могилевська та Микола Азаров[1][2].
- Номінант на премію «Люди Нового времени» 2016 року[23]

## Сім'я
Сім'я: дружина — Олена, діти — Михайло і Наталя.

## Скандали
Тодуров виконував лікарські послуги для матері українського колаборанта з Росією в тимчасово окупованому Криму — Сергія Аксьонова . Зокрема, у березні 2014 року Тодуров відвідав Крим, де з попереднього місяця почалась російська окупація. Там він прооперував матір Сергія Аксьонова і сфотографувався з її сином. 27 лютого 2014 у захопленій озброєними автоматичною зброєю та гранатометами невідомими особами будівлі Верховної Ради АР Крим, з піднятим над будинком прапором Росії, Аксьонова було незаконно проголошено новим прем'єр-міністром республіки. За повідомленням ТСН, Генеральна прокуратура України звинуватила Аксьонова у злочині проти держави та у посяганні на територіальну цілісність України. Пізніше у інтерв'ю Бульвару Гордона Тодуров сказав, що їхав допомагати морським піхотинцям і також врятував матір Аксьонова від інфаркту.
Щодо закидів про тісну дружбу з Дмитром Кисельовим, Тодуров вказує, що з момента окупації Криму їх відносини радикально змінились.
1 січня 2017 — у минулому кандидат на посаду Міністра охорони здоров'я, звинуватив Уляну Супрун у тому, що МОЗ не закупило швидкопомічні витратні матеріали на суму в 364 мільйони гривень за програмою по серцево-судинних захворюваннях. Його підтримав Віктор Медведчук та Вадим Рабінович. Останній скликав мітинг під МОЗ на захист Тодурова.
У серпні 2016 року, коли нова команда прийшла працювати у Міністерство охорони здоров'я, перед нею стояло два виклики: завершити закупівлі за кошти бюджету 2015 року (станом на 25.07.2016 закупівлі за кошти 2015 були здійснені лише на 50 %) і паралельно розпочати закупівлі за бюджетом 2016 (станом на 01.08.2016 для їх початку майже не було здійснено відповідної підготовчої роботи).
МОЗ опублікувало розгорнуту позицію щодо звинувачень на офіційному вебсайті, у якій пояснило, що закупівлі за державні кошти 2016 року за напрямком «серцево-судинні захворювання» вперше здійснюватимуться через міжнародну організацію, а не міністерство, як це робили раніше.
Нова команда МОЗ протягом вересня — жовтня 2016 року змінила номенклатури та технічні завдання за напрямком ССЗ у сторону збільшення позицій, які дозволять українським лікарям провести більше типів оперативних втручань для ширшого кола пацієнтів та закупити більше стентів з економією (до прикладу, за бюджет 2015 — 7 179 стентів, за бюджет 2016 — 10 638 стентів). 12 грудня 2016 міністерство підписало остаточний договір з британською королівською агенцією Crown Agents, відповідальною за закупівлі за даним напрямком, на суму 357,2 млн грн. Уже 28 грудня 2016 року оголосили перший тендер. Станом на 06 січня 2017 Crown Agents оголосило всі тендери по цьому напрямку.
Також на сайті йдеться про забезпечення роботи Інституту серця. У період з грудня 2015 по листопад 2016 року для Інституту серця відповідно до заявок було розподілено та перерозподілено медикаментів та медичних виробів на загальну суму більше 44 млн грн. За бюджетом 2016 на ССЗ для Інституту були виділені кошти в обсязі 50 млн грн. при загальній сумі для всіх регіонів України — 357,2 млн грн.
У розслідуванні адвоката Євгенії Закревської йдеться про закупівлю самим Інститутом ліків за максимально дозволеними цінами, ціни на певні препарати були на 50 % вищими, ніж в аптеках. За один місяць перевитрати склали 148 тисяч гривень.

## Зображення Тодурова в мистецтві
У комедійно-паріотичному українському художньому військовому фільмі «Наші котики», спродюсованого та частково профінансованому Уляною Супрун, є негативний персонаж на ім'я Тодур.